# 허우비구

허우비 구의 위치

허우비구(한국어: 후벽구, 중국어: 後壁區, 병음: Hòubì Qū)는 중화민국 타이난시의 시할구이다. 넓이는 71.2189km2이고, 인구는 2015년 8월 기준으로 24,420명이다.

## 지리
허우비 향은 타이난시 북단에 위치하고 북쪽은 바장시(八掌溪)를 사이에 두고 자이 현 수이상 향, 루차오 향과 동쪽은 바이허 구와, 서쪽은 옌수이 구와, 남쪽은 신잉 구, 둥산 구가 각각 접하고 있다.
자난 평원의 중부, 바장시 및 지수이시(急水溪)의 충적에 의해서 형성된 지형에 위치하기 때문에, 동북부의 지세가 약간 높아지고 있다.

## 역사
허우비 구의 옛 이름은 후백료(侯伯寮)이며 이것은 정가동(頂茄苳)의 후방에 위치한 데에서 명명되었다. 토지의 사람들은 대만어로 후벽료(後壁寮, 뒤쪽의 의미)로 약칭하고 있었다. 1920년의 타이완 지방제 개편에 의해 이곳에 고헤키 장(後壁庄)이 설치되어 다이난 주 신에이 군의 관할이 되었다. 전후 타이난 현 허우비 향으로 개편되어 현재에 이르고 있다.

## 교통
- 타이완 철로관리국 종관선